# Terence Young
Shaun Terence Young (* 20. Juni 1915 in Shanghai, China; † 7. September 1994 in Cannes, Frankreich) war ein britischer Regisseur. Er ist vor allem durch seine drei James-Bond-Filme Dr. No (1962), Liebesgrüße aus Moskau (1963) und Feuerball (1965) bekannt.

## Leben
Im Alter von 21 Jahren betrat Terence Young die Welt des Films als Drehbuchschreiber zu britischen Filmen der 1940er und 1950er Jahre. Später sammelte er während des Zweiten Weltkriegs erste Erfahrungen als Regie-Assistent bei Ralph Richardsons Film On the Night of the Fire (1940), bevor er bei verschiedenen Filmen für Irwin Allens und Albert R. Broccolis Studio Warwick Films Regie führte. Seine erste bedeutende Arbeit als Regisseur erfolgte 1953 mit dem Film The Red Beret, in dem Alan Ladd den Sieg der Amerikaner und Briten im Ersten Weltkrieg gutheißt. Young hatte das Drehbuch bereits drei Jahre vor dem Kinostart geschrieben und dann auch Regie geführt. Die zeitgenössischen Kritiker bewerteten diesen Film als Terence Youngs besten Film bis dahin.
Während des Zweiten Weltkriegs war Young in einer Fallschirmjägereinheit (Parachuters) untergebracht. Er nahm an der Schlacht von Arnheim teil, wo er verwundet und in ein Krankenhaus gebracht wurde. Dort wurde er von einer Krankenschwester gepflegt, die später als Schauspielerin berühmt wurde – Audrey Hepburn. Zwanzig Jahre später arbeiteten die beiden dann für den Film Warte, bis es dunkel ist zusammen.
Später waren es wohl vor allem seine guten Beziehungen zu Albert R. Broccoli, die ihm die Verantwortung als Regisseur der ersten beiden Bond-Filme einbrachten.

## Filmografie
- 1946: Men of Arnhem
- 1948: Im Banne der Vergangenheit (Corridor of Mirrors)
- 1948: One Night with You
- 1949: Der Frauenfeind (Woman Hater)
- 1950: They Were Not Divided
- 1951: Wölfe in der Nacht (Valley of Eagles)
- 1953: The Red Beret
- 1954: Die Dame des Königs (That Lady)
- 1955: Sturm über dem Nil (Storm Over the Nile)
- 1956: Der König der Safari (Safari)
- 1956: Zarak Khan (Zarak)
- 1957: Operation Tiger (Action of the Tiger)
- 1958: Keine Zeit zu sterben (No Time to Die)
- 1959: Die Schamlosen (Serious Charge)
- 1960: Zu heiß zum Anfassen (Too Hot to Handle)
- 1962: James Bond – 007 jagt Dr. No (Dr. No)
- 1963: James Bond 007 – Liebesgrüße aus Moskau (From Russia with Love)
- 1965: James Bond 007 – Feuerball (Thunderball)
- 1965: Die amourösen Abenteuer der Moll Flanders (The Amorous Adventures of Moll Flanders)
- 1965: Spione unter sich (Guerre secrète) (eine Episode)
- 1966: Mohn ist auch eine Blume (The Poppy Is Also a Flower)
- 1966: Spion zwischen zwei Fronten (Triple Cross)
- 1967: Ich komme vom Ende der Welt (L'avventuriero)
- 1967: Warte, bis es dunkel ist (Wait Until Dark)
- 1968: Mayerling
- 1969: Pascal (L'arbre de noel)
- 1970: Kalter Schweiß (De la part des copains)
- 1971: Rivalen unter roter Sonne (Le soleil rouge)
- 1972: Die Valachi Papiere (Carteggio Valachi)
- 1973: Le guerriere dal seno nudo
- 1974: Verflucht sind sie alle (The Klansman)
- 1977: Operation Foxbat (Foxbat)
- 1979: Blutspur (Bloodline)
- 1981: Inchon
- 1983: Agenten sterben zweimal (The Jigsaw Man)
- 1988: Run for Your Life – Seine Rache kennt keine Grenze (Run for Your Life)